# 마루야마역 (효고현)
마루야마역(일본어: 丸山駅, まるやまえき)은 일본 효고현 고베시 나가타구 다키야초 3초메에 있는 고베 전철의 역이다. 역 번호는 KB04이다. 표고는 95m이다.

## 역사
- 1928년 11월 28일: 고베 아리마 전기철도 다카토리미치역으로 영업 개시.
- 1947년 1월 9일: 미키 전기철도 회사의 합병으로 신아리미키 전기철도의 역이 됨.
- 1948년 10월 1일: 마루야마역으로 역명 변경.
- 1949년 4월 30일: 회사명 변경에 의하여 고베 전기철도의 역이 됨.
- 1952년 10월 1일: 전철 마루야마역으로 역명 변경.
- 1970년 7월 22일: 구내에 정차 중인 열차에 브레이크 고장의 후속 열차가 충돌하는 사고 발생, 부상자 79명.
- 1973년 11월: 과선교 설치.
- 1988년 4월 1일: 회사명 변경에 의하여 고베 전철의 역이 됨과 동시에 역명을 마루야마역으로 역명 변경.

## 역 구조
상대식 승강장 2면 2선의 지상역이다. 승강장 유효 길이는 5량이다. 역사는 하행 승강장 측에 있는, 상행 승강장에는 과선교로 연결된다.
연선 광 네트워크에 접속된 역무 원격 시스템이 도입되었고, 센터 역에서 자동 매표기, 자동 개찰기, 자동 정산기, 비디오 카메라, 인터폰, 셔터가 원격 조작된다. 이로 인하여, 역무원이 순회하는 역이고, 구내에는 매점 등이 설치되지 않았다.

### 승강장
| 역사측 | ■ 아리마 선(하행) | 스즈란다이・다니가미・아리마구치・아리마온센・요코야마・산다・니시스즈란다이・고바타・오시베다니・시지미・에비스・미키・오노・아오 방면 |
| 반대측 | ■ 아리마 선(상행) | 미나토가와・신카이치 방면 |

## 역 주변
- 마루야마 단층 - 일본에서 처음 발견된 역단층이다.
- 히요도리미 전망 공원
- 다카토리 산
- 고베 시립 마루야마 커뮤니티 센터
- 고베 마루야마 우체국
- 고베 시립 마루야마 초등학교

## 인접역
| 고베 전철 아리마 선       | 고베 전철 아리마 선 | 고베 전철 아리마 선                           |
| ------------------------- | ------------------- | --------------------------------------------- |
| KB03 나가타 신카이치 방면 | ■ 보통              | 히요도리고에 KB05 산다・아오・아리마온센 방면 |